# Minuskuł 543 (Gregory-Aland)
Minuskuł 543 (wedle numeracji Gregory—Aland), ε 257 (von Soden) – rękopis Nowego Testamentu z tekstem czterech Ewangelii, pisany minuskułą na pergaminie w języku greckim z XII wieku. Tekst rękopisu należy do tekstualnej rodziny Ferrara, jest pomocny dla poznania historii tekstu Nowego Testamentu i cytowany w krytycznych wydaniach greckiego Nowego Testamentu. Niektóre karty rękopisu zostały utracone. Przechowywany jest w Ann Arbor.

## Opis rękopisu
Kodeks zawiera tekst czterech Ewangelii na 184 pergaminowych kartach (28 cm na 23 cm). Posiada kilka luk, spowodowanych utraceniem niektórych kart (Mt 12,11-13,10; Mk 8,4-28; Łk 15,20-16,9; Jn 2,22-4,6; 4,52-5,43; 11,21-47). Obejmuje księgi liturgiczne z żywotami świętych: synaksarion i menologium. Zawiera dodatkowy materiał – Granice Pięciu Patriarchatów (podobnie jak minuskuł 69 oraz 211), którego jedna strona została utracona.
Tekst pisany jest dwoma kolumnami na stronę, 27-30 linijek w kolumnie, 17 liter w linii. Litery są niewielkie, atrament ma barwę brunatną. Przydechy i akcenty stosowane są regularnie. Stosuje błędy itacyzmu oraz N efelkystikon. Nie ma błędów związanych z iota subscriptum, natomiast iota adscriptum występuje bardzo często, zwłaszcza w Ewangelii Marka.
Tekst Ewangelii dzielony jest według κεφαλαια (rozdziały) oraz według krótszych jednostek – Sekcji Ammoniusza. Numery κεφαλαια oraz Sekcji Ammoniusza umieszczone zostały na marginesach. Sekcje Ammoniusza opatrzono odniesieniami do Kanonów Euzebiusza. Przed każdą z ewangelii umieszczono listy κεφαλαια (spis treści). Tekst ewangelii zawiera ponadto τιτλοι (tytuły).
Nomina sacra zazwyczaj pisane są skrótami, w ten sam sposób co w innych rękopisach, jednak niekonsekwentnie. Termin υιος (syn) skrócony został tylko raz (Jan 4,47). W niektórych przypadkach skryba stosuje niezwykłe, niestosowane przez innych skróty. Termin σταυρωσον (ukrzyżuj) skrócony został do στωσον, termin σταυρωθη – στρωθη, termin παρθηνος (dziewica) został skrócony do παρνος.
Skryba wielokrotnie popełniał homoioteleuton, tj. błąd wynikający z podobnego zakończenia (Marek 2,18; 4,24; 12,26; 14,70; 15,14; Łukasz 12,22.47; 13,28.29; Jan 4,14).
Starotestamentowe cytaty zostały oznakowane na marginesie. Skryba stosuje czasem niezwykłe formy gramatyczne: ανεπεσαν, ειπαν, εθεωρων, εμελλεν, εμπροσθε, εσπλαγχνισθη, ιδαμεν, ιδεν, σαρκαν, συνετιθεντο.

## Tekst
Grecki tekst Ewangelii reprezentuje cezarejską tradycję tekstualną. Aland zaklasyfikował go do Kategorii III, co oznacza, że jest ważny dla poznania historii tekstu Nowego Testamentu. Reprezentuje tekstualną rodzinę Ferrara. Także kształt liter i menologium potwierdza przynależność do tej grupy. Według Claremont Profile Method, tj. metody wielokrotnych wariantów, jest jednym z najlepszych reprezentantów rodziny Ferrara. Jednak metodą tą przebadano tylko trzy rozdziały Ewangelii Łukasza (1; 10; 20).
Tekst Pericope adulterae (Jan 7,53-8,11) umieszczony został w Ewangelii Łukasza, za 21,38, tekst Mt 17,2b-3 (znaki czasu) został opuszczony, Łk 22,43-44 (krwawy pot Jezusa) umieszczony został za Mt 26,39.
Mateusz 1,18 e 1,23 – εν γαστρι (w ciąży) ] εγγαστρι (w ciąży)
Mateusz 6,24 – μαμμωνα (mamona) ] μαμωνα (mamona)
Mateusz 7,2 – απο (od) ] εκ (z)
Mateusz 8,4 – Μωσης (Mojżesz) ] Μωυσης (Mojżesz)
Mateusz 8,8 – ικανος (godny) ] αξιος (godny)
Matthew 8:26 – τοις ανεμοις (wiatry) ] τω ανεμω (wiatr)
Matthew 9:17 – απολουνται (zniszczone) ] απολλουνται (ΝΑ27 ma απολλυνται)
Matthew 9:17 – αμφοτερα (oboje) ] αμφοτεροι (oboje)
Marek 1,9 – Ναζαρετ (Nazaret) ] Ναζαρεθ (Nazaret)
Marek 1,10 – απο (od) ] εκ (z)
Marek 1,10 – εκ (z) ] εις (do)

## Historia

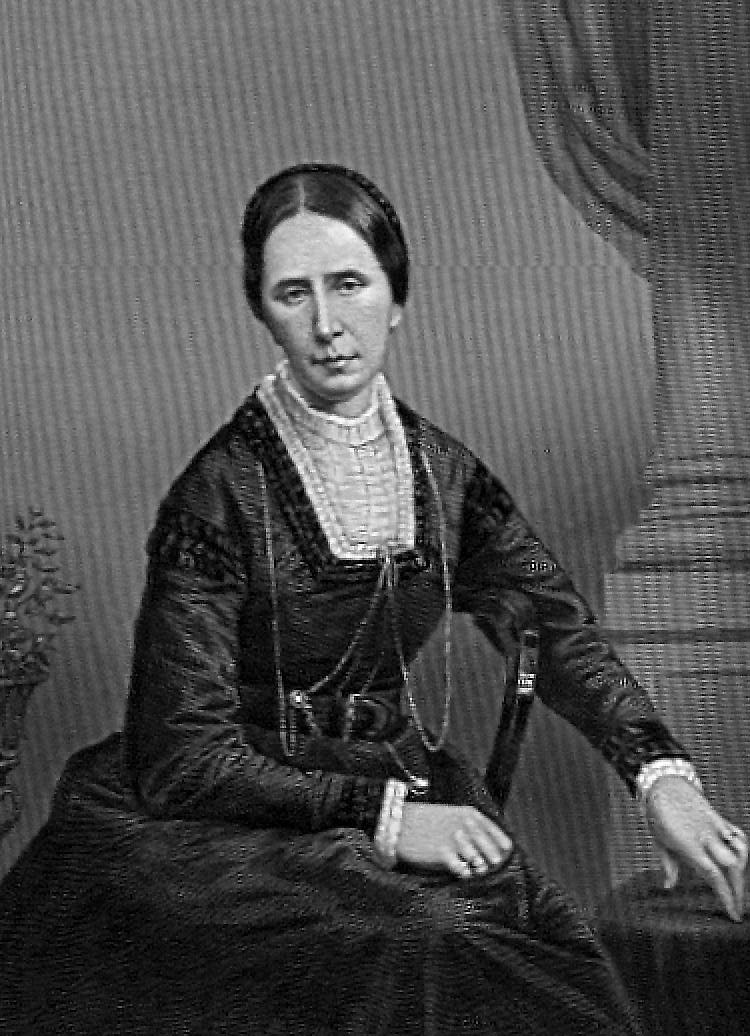
Lady Burdett-Coutts

Paleograficznie rękopis datowany jest na wiek XII. Prawdopodobnie powstał w Kalabrii bądź na Sycylii, na co wskazuje menologium. Paleograficzne studia rękopisu wskazują na powstanie w którymś z sycylijskich skryptoriów.
Historia kodeksu jest znana od roku 1864, kiedy został zakupiony wraz z setką innych rękopisów (wśród nich minuskuły 532-546) w Janinie przez filantropkę baronową Burdett-Coutts. Zostały one przywiezione do Anglii w latach 1870-1871. Burdett-Coutts sprezentowała rękopis Roger Cholmely's School w Londynie, gdzie początkowo był przechowywany (Burdett-Coutts III. 5). W 1922 roku został nabyty dla University of Michigan w Ann Arbor, w którego bibliotece jest obecnie przechowywany pod numerem katalogowym Ms. 15.
W roku 1883 Scrivener zaobserwował jego podobieństwo tekstualne do rodziny Ferrara. Scrivener skolacjonował jego tekst i dokonał pierwszego opisu rękopisu. Jego dzieło opublikowane zostało po jego śmierci w 1893 roku. Scrivener popełnił jednak nieco błędów w odczycie i w związku z tym w 1932 Jacob Geerlings z Uniwersytetu w Utah na nowo skolacjonował tekst rękopisu. Tekst rękopisu został skonfrontowany z Textus receptus z wydania Stefanusa (Editio Regia) i wszelkie różnice zostały wyliczone w formie listy.
Na liście rękopisów Nowego Testamentu Scrivenera rękopis figurował pod numerem 556. Gregory dał mu siglum 543, Hermann von Soden – ε 257.
Kodeks jest cytowany w naukowych wydaniach greckiego Novum Testamentum. W 27 wydaniu Nestle-Alanda zaliczony został do rękopisów cytowanych w pierwszej kolejności.

## Galeria

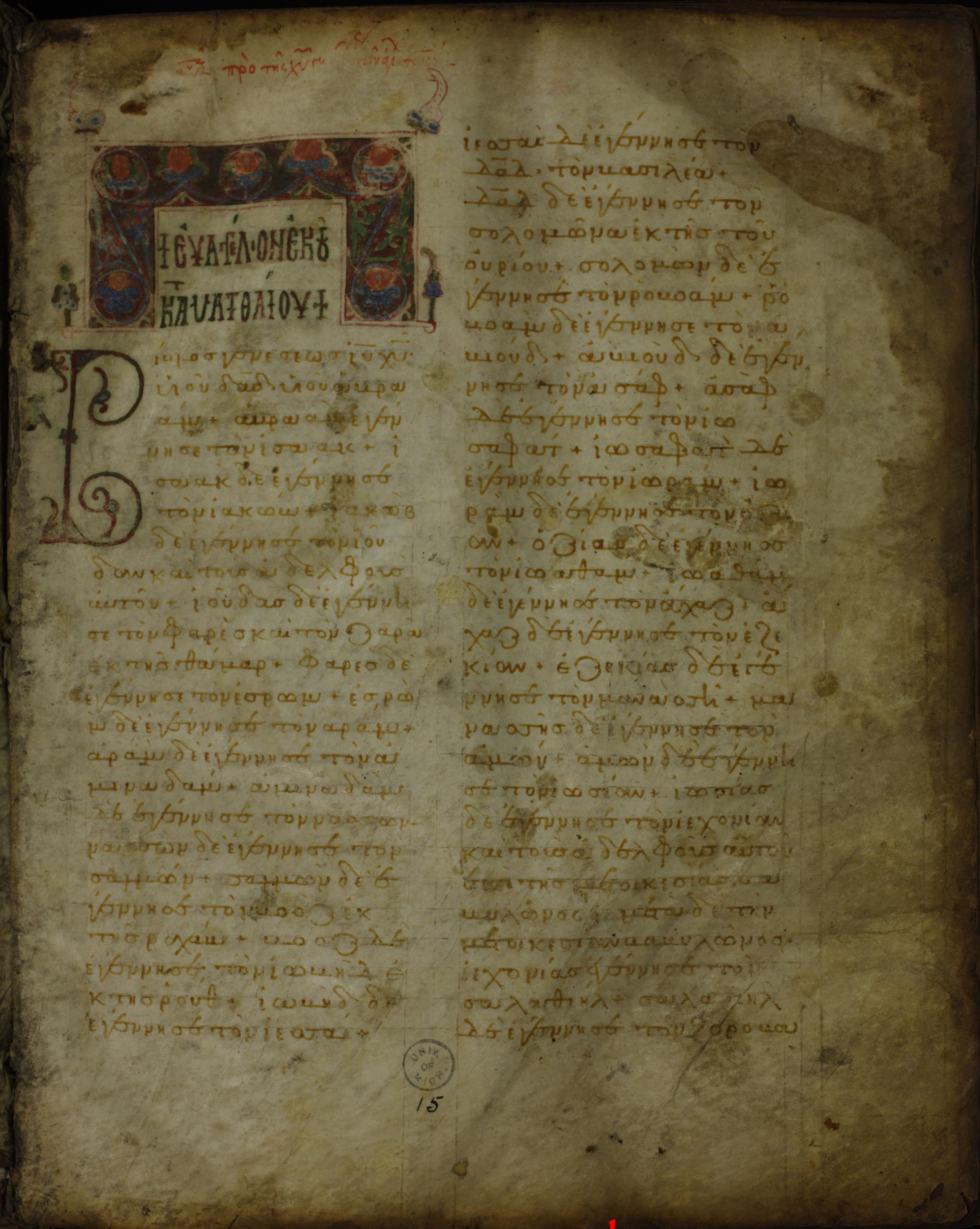
Początek Ewangelii Mateusza
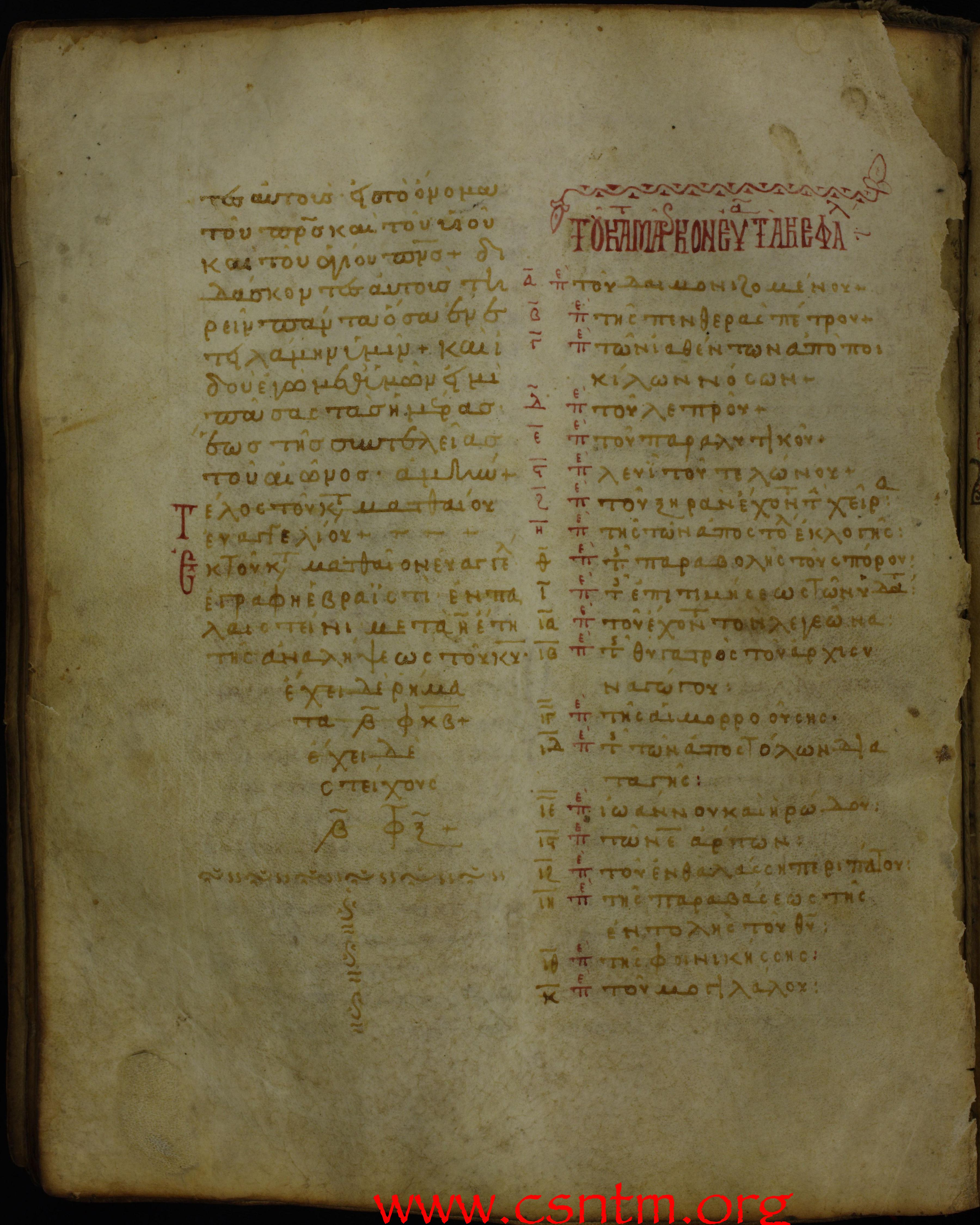
Koniec Ew. Mateusza (lewa kolumna), tablice κεφαλαια do Ew. Marka (prawa kolumna)
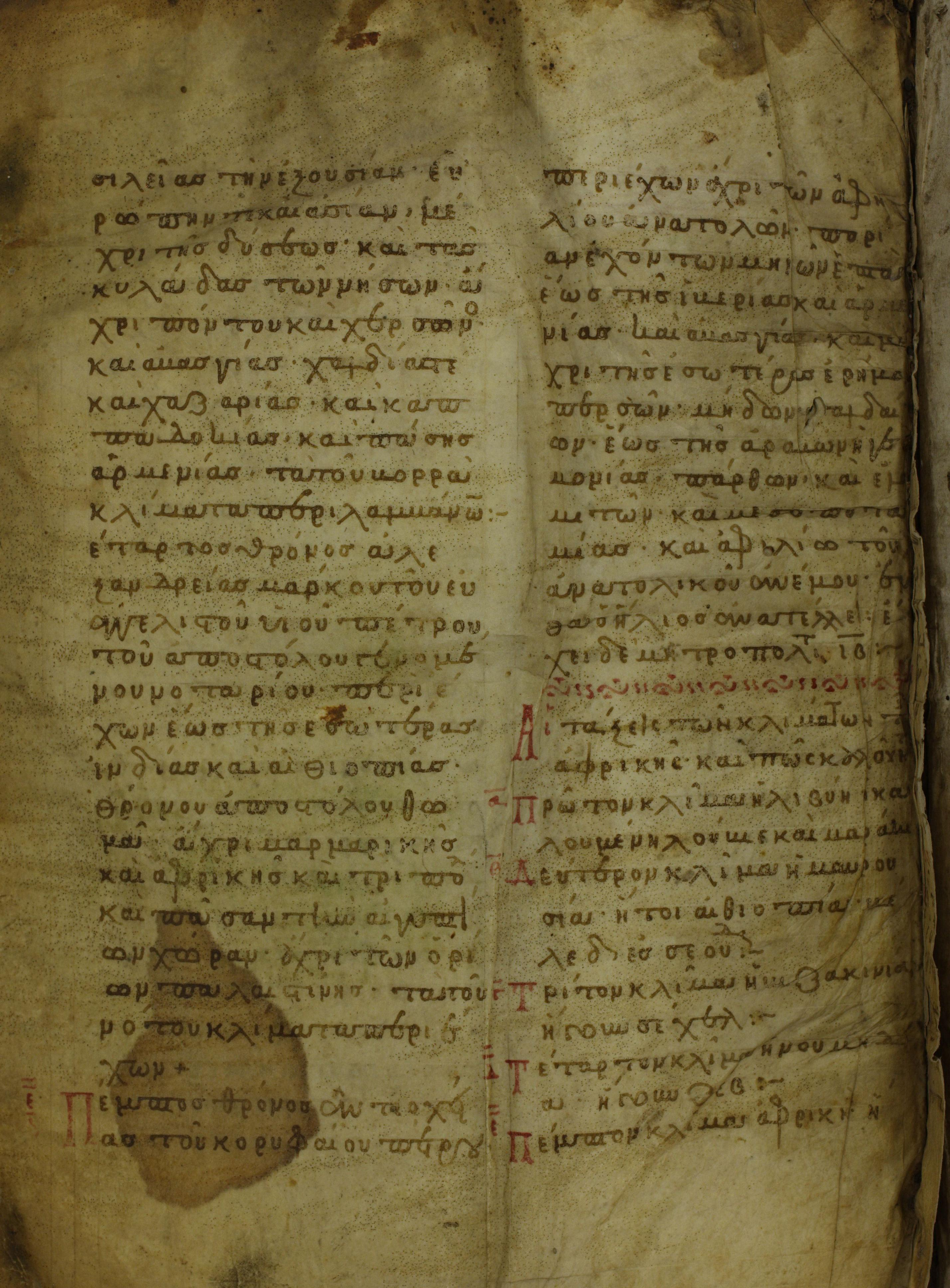
Pozabiblijny dodatek – Granice Pięciu Patriarchatów